# Антоновка (Наровлянский район)
Антоновка (бел. Антонаўка) — упразднённая деревня в Вербовичском сельсовете Наровлянского района Гомельской области Беларуси.
В связи с радиационным загрязнением после катастрофы на Чернобыльской АЭС жители (14 семей) переселены 1 ноября 1986 года в чистые места, преимущественно в Жлобинский и Светлогорский районы.

## География

### Расположение
На территории Полесского радиационно-экологического заповедника.
В 25 км на юго-восток от Наровли, 50 км от железнодорожной станции Ельск (на линии Калинковичи — Овруч), 203 км от Гомеля.

### Гидрография
На северной окраине безымянный приток Мухоедовского канала.

## Транспортная сеть
Транспортные связи по просёлочной, а затем автодороге Дёрновичи — Наровля. Планировка состоит из прямолинейной, широтной ориентации улицы, застроенной двусторонне деревянными усадьбами.

## История
Основана в конце XIX века как немецкая колония. В связи с началом в 1914 году первой мировой войны все жители немецкой национальности были веселены в глубокий тыл. Наиболее активная застройка приходится на 1920-е годы. В 1931 году организован колхоз, работала кузница. Во время Великой Отечественной войны действовала подпольная группа (руководитель Тимошенко). 6 жителей погибли на фронте. В 1986 году входила в состав совхоза «Дёрновичи» (центр — деревня Дёрновичи).

## Население

### Численность
- 1986 год — жители (14 семей) переселены.

### Динамика
- 1959 год — 104 жителя (согласно переписи).
- 2004 год — 15 дворов, 137 жителей.
- 1986 год — жители (14 семей) переселены.